# Monarchie kényane
La monarchie kényane est le régime politique en vigueur au Kenya entre 1963 et 1964. Le dominion du Kenya partage alors son monarque avec le Royaume-Uni et d'autres États souverains appelés royaumes du Commonwealth.
Ancienne colonie britannique, le Kenya obtient son indépendance le 12 décembre 1963, la reine Élisabeth II restant chef de l'État avec le titre spécifique de reine du Kenya. La quasi-totalité de ses pouvoirs constitutionnels sont délégués au gouverneur général qui est son représentant dans le pays. En effet, comme d'autres pays du Commonwealth, le système politique du Kenya est basé sur le système de Westminster, dans lequel le chef de l'État joue un rôle purement honorifique.
La monarchie est abolie le 12 décembre 1964, date à laquelle le pays devient une république tout en continuant de reconnaître la reine Élisabeth II comme chef du Commonwealth. Un président remplace la reine comme chef d'État.

## Histoire
La loi sur l'indépendance du Kenya, votée en 1963 par le Parlement britannique, transforme la colonie et protectorat du Kenya en un État souverain et indépendant, sous le nom de « dominion du Kenya », avec la reine Élisabeth II comme chef d'État. Le prince Philip, duc d'Édimbourg représente la reine du Kenya lors des célébrations de l'indépendance. Le duc ouvre la première session du Parlement du Kenya, au nom de la reine, en prononçant le discours du Trône le 13 décembre 1963.

## Rôle constitutionnel
Le dominion du Kenya est l'un des royaumes du Commonwealth qui partagent la même personne comme monarque et chef d'État.
Après la loi de 1963 sur l'indépendance du Kenya, aucun ministre du gouvernement du Royaume-Uni ne peut conseiller la reine sur les questions relatives au Kenya. Pour toutes les affaires kényanes, la souveraine est conseillée uniquement par ses ministres kényans. La reine est représentée dans le pays par un gouverneur général, nommé par elle sur avis du Premier ministre du Kenya,. Théoriquement, la reine est investie de vastes pouvoirs constitutionnels, mais dans les faits, tous ces pouvoirs sont exercés par le gouverneur général en son nom. Malcolm MacDonald est gouverneur général du Kenya pendant toute la durée de son existence en qualité de royaume du Commonwealth.
Le Parlement du Kenya est formé par le monarque d'une part, et l'Assemblée nationale d'autre part, elle-même constituée du Sénat et de la Chambre des représentants. Toutes les lois du Kenya ne sont promulguées qu'avec l'octroi de la sanction royale accordée par le gouverneur général au nom de la reine. Le gouverneur général nomme le Premier ministre parmi les membres du parti politique ayant la majorité à la Chambre des représentants ; il nomme également les ministres, sur l'avis du Premier ministre.

## Titre de la reine

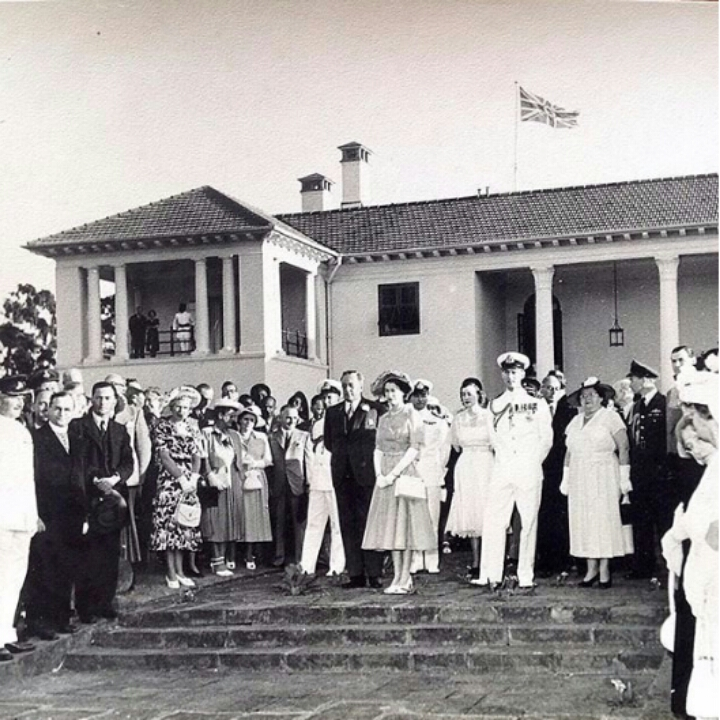
La princesse Élisabeth (future reine Élisabeth II) reçue au palais d'État lors de sa visite à Nairobi, en 1952.

La reine Élisabeth II possède officiellement un titre différent dans tous les royaumes du Commonwealth. Jusqu'en 1963, le Kenya fait partie de l'Empire britannique et Élisabeth II y règne en tant que reine du Royaume-Uni. Après l'indépendance, un nouveau titre est adopté afin de préciser l'aspect distinct de la monarchie kényane. À partir du 21 avril 1964, le titre de la reine au Kenya est le suivant :
« Elizabeth the Second, Queen of Kenya and of Her other Realms and Territories, Head of the Commonwealth. »
« Élisabeth Deux, reine du Kenya et de ses autres royaumes et territoires, chef du Commonwealth. »

## Abolition de la monarchie
À la suite d'une révision constitutionnelle qui abolit la monarchie et remplace le monarque et le gouverneur général par un président élu, le Kenya devient une république, un an jour pour jour après son indépendance, le 12 décembre 1964. Le pays cesse d'être un royaume du Commonwealth mais reste membre de l'organisation dirigée par Élisabeth II comme république du Commonwealth. Le Premier ministre du Kenya, Jomo Kenyatta, succède à Élisabeth II comme chef d'État en qualité de président de la République.

## Visites royales
Élisabeth II se trouve au Kenya, à l'hôtel Treetops, lorsque son père, George VI, meurt le 6 février 1952 et qu'elle devient reine. Arrivée à Nairobi le 1er février, elle avait séjourné au Sagana Lodge (en), près du mont Kenya. Après la nouvelle de son accession au trône, elle retourne immédiatement au Royaume-Uni via l'aéroport d'Entebbe. Les gigantesques défenses d'éléphants sur Moi Avenue à Mombasa ont été construites pour commémorer la visite de la reine.
Après la proclamation de la république, la reine Élisabeth II s'arrête brièvement au Kenya le 26 mars 1972 et le 7 octobre 1991. Elle effectue une visite d'État dans le pays, du 10 au 14 novembre 1983, en tant qu'invitée du président Daniel arap Moi.